# لانه‌کن سوروکوآ
لانه‌کن سوروکوآ (نام علمی: Trogon surrucura) نام یک گونه از سرده لانه‌کن‌های اصلی است.